# Platylabus charlottae
Platylabus charlottae là một loài tò vò trong họ Ichneumonidae.